# China News Service
La China News Service (中国新闻社) è la seconda più grande agenzia di stampa della Repubblica Popolare Cinese, dopo la Nuova Cina.
La CNS è rivolta principalmente ai cinesi d'oltremare e agli abitanti di Hong Kong, Macao e Taiwan ed è stata istituita nel 1952.
Oggi è dotata di uffici e stazioni in ogni provincia della Cina, ad Hong Kong ed a Macao ed anche in paesi stranieri come gli Stati Uniti d'America, Giappone, Francia, Thailandia e Australia.